# تعداد الولايات المتحدة 1870
تعداد الولايات المتحدة في 1870 هو التعداد التاسع للولايات المتحدة. التي أجراها مكتب التعداد ، أظهر أن عدد السكان المقيمين في الولايات المتحدة هو 39,818,449 بزيادة قدرها 22.6 بالمئة قياسا إلى 31,443,321 وهو عدد من السكان خلال تعداد 1860.

## أسئلة التعداد
في تعداد 1870 تم طرح الأسئلة التالية:
- الاسم
- العنوان
- العمر
- الجنس
- اللون لكل شخص
- الجنسية للذكور فوق 21 سنة
- قيمة الممتلكات لكل شخص حر
- مهنة أو تجارة
- مكان الولادة
- ما إذا كان الوالدين ولدوا بالخارج
- المواليد خلال السنة
- متزوج خلال سنة
- الالتحاق بالمدرسة خلال سنة
- غير قادر على القراءة والكتابة (لمن هم أكبر من 10 سنة)
- الصم والبكم والمكفوفين والمجانين والحمقاء

## وصلات خارجية
- بيانات التعداد التاريخي
- تعداد, 1850-1930